# Ancalecetus simonsi
L'ancaleceto (Ancalecetus simonsi Gingerich & Uhen, 1996) è un cetaceo estinto appartenente ai basilosauridi. Visse nell'Eocene superiore (Priaboniano, circa 37-33 milioni di anni fa) e i suoi resti fossili sono stati ritrovati in Egitto.

## Descrizione
Questo animale è noto per uno scheletro incompleto, comprendente il cranio (tranne la parte superiore), le mandibole, 20 vertebre, alcuni elementi dello sterno, alcune costole parziali e la maggior parte delle ossa di entrambe le zampe anteriori. Ancalecetus doveva essere un basilosauride di medie dimensioni, dalla struttura piuttosto snella, e non doveva superare i 5-6 metri di lunghezza. Questo animale si differenzia da altri animali simili come Dorudon e Zygorhiza per la particolare conformazione degli arti anteriori. Ancalecetus possedeva infatti una scapola stretta, un'articolazione della spalla dalla mobilità scarsa e la fusione di omero, ulna e radio nella zona del gomito. Nel polso, le ossa carpali erano piccole come quelle di Zygorhyza ma, a differenza di quest'ultimo, il capitato era fuso con il trapezoide. 
La scapola, in particolare, è molto insolita. Non è ampiamente curva come nella maggior parte dei cetacei, ma strettamente ricurva. Il margine rugoso delle vertebre nella zona della scapola suggerisce che vi era un'estensione cartilaginea della scapola stessa, come negli odierni cetacei. Rispetto a questi ultimi, tuttavia, la fossa infraspinosa era più piccola, il margine caudale meno ricurvo e non diretto posteriormente. La cavità glenoidea era molto bassa e diretta posteriormente (e non ventralmente come negli altri cetacei), e l'acromion era diretto ventralmente e posteriormente (mentre negli altri cetacei è diretto anteriormente).
Al contrario di altri basilosauridi, l'omero di Ancalecetus era appiattito ed era dotato di una piccola testa. La parte distale era dotata di superfici piatte e strutturate per l'articolazione di radio e ulna; queste ossa erano fuse nella parte sinistra e pressoché bloccate nella parte destra, e ciò rendeva impossibile il movimento del gomito. La sinfisi mandibolare non fusa arrivava fino al secondo premolare. I grandi forami mandibolari, che contengono il cuscinetto adiposo uditivo nei cetacei odierni, è molto ben conservato in Ancalecetus.

## Classificazione
Ancalecetus (dal greco ankale, "braccio piegato", e ketos, "balena") è stato descritto per la prima volta da Gingerich e Uhen nel 1996. I resti fossili sono stati ritrovati in terreni dell'Eocene superiore (Priaboniano) nella formazione Birket Qarun nella zona di Wadi al-Hitan, in Egitto. L'epiteto specifico, simonsi, è in onore dell'antropologo e ricercatore L. Elwyn Simons, che scoprì l'esemplare tipo nel 1985.
Ancalecetus, benché dotato di caratteristiche insolite, possedeva una morfologia generale che ricordava molto quella dei dorudontini, un gruppo di basilosauridi di dimensioni solitamente modeste, e dotati di vertebre corte.

## Paleobiologia
L'usura dei denti indica che Ancalecetus, come altri basilosauridi, si nutriva di grandi prede, probabilmente pesci, che richiedevano di essere masticate prima di essere inghiottite. L'esemplare tipo, inoltre, era probabilmente un individuo adulto.